# Museu Judaico de Berlim
O Museu Judaico de Berlim (Jüdisches Museum Berlin) é um museu situado em Berlim e que cobre a história dos judeus alemães ao longo de dois milénios.
Este museu, foi fundado no ano de 1933 em Oranienburger Straße (Berlim) e foi encerrado em 1938 pelo Regime nazista, pela Gestapo. Nesse período, todas as obras foram confiscadas. Daniel Libeskind desenhou um novo edifício para o novo museu que abriu as suas portas em 2001. O Museu está dividido em dois edifícios: o "Prédio Velho" e o "Prédio Novo". No Prédio Velho, de arquitetura barroca, está o Museu de Berlim. O edifício foi construído em 1735 e reconstruído após a destruição na Segunda Guerra Mundial. Nesta parte, estão a loja de presentes e suvenires, exposições temporárias e um espaço para eventos. O "Novo Prédio", construído em 2001, se chama "Libeskind", e é acessado por meio de uma escada do antigo prédio. A arquitetura em zigue-zague sugere associação entre a vida dos judeus no país com o formato de "vai e vem". Além de exibir artes e relíquias, o Museu reforça aspectos culturais, sociais e políticos da história dos judeus na Alemanha. Hoje em dia, o Museu Judaico de Berlim é um dos mais visitados da Alemanha. 

## História
O primeiro Museu Judaico em Berlim foi fundado em 24 de janeiro de 1933, sob a liderança de Karl Schwartz, seis dias antes de os nazistas ganharem oficialmente o poder. O museu foi construído ao lado da Sinagoga Neue, na importante rua Oranienburger Straße e, além de tratar da história judaica, também apresentou coleções de arte judaica moderna. Schwartz pretendia que o museu fosse um meio de revitalizar a criatividade judaica e de demonstrar que a história judaica estava viva. A coleção de arte do museu também foi vista como uma contribuição para a história da arte alemã e uma das últimas exposições a serem realizadas foi uma retrospectiva do impressionista alemão Ernst Oppler em 1937. Para enfatizar esse foco na história viva, o hall de entrada do museu continha bustos de judeus alemães proeminentes, como Moses Mendelssohn e Abraham Geiger, e também uma série de obras de artistas judeus contemporâneos como Arnold Zadikow e Lesser Ury.
Em 10 de novembro de 1938, durante os "massacres de novembro", conhecidos como Kristallnacht, o museu foi fechado pela Gestapo, e o inventário do museu foi confiscado. Em 1976, formou-se uma "Sociedade Por um Museu Judeu" e, três anos depois, o Museu de Berlim estabeleceu um departamento judeu em suas instalações. Nessa época, discussões sobre a construção de um novo museu dedicado exclusivamente à história judaica em Berlim já estavam acontecendo.
Em 1988, o governo de Berlim anunciou uma competição anônima pelo design do novo museu. Um ano depois, o projeto do arquiteto Daniel Libeskind foi escolhido pelo comitê para o que seria um "Departamento Judaico" no Museu de Berlim. Enquanto outros participantes propuseram espaços frescos e neutros, Libeskind ofereceu um design radical em ziguezague, que ganhou o apelido de "Blitz" ("Relâmpago").
A construção da nova extensão para o Museu de Berlim começou em novembro de 1992. O museu vazio foi concluído em 1999 e atraiu mais de 350 mil pessoas antes de ser preenchido e aberto em 9 de setembro de 2001.

## Design
O Museu Judaico de Berlim está localizado no que era Berlim Ocidental antes da queda do Muro de Berlim. Essencialmente, é a construção dos dois edifícios — um edifício antigo barroco, o "Kollegienhaus" (que antes abrigava o Museu de Berlim) e um novo edifício de estilo desconstrutivista de Libeskind. Os dois edifícios não têm conexão visível acima do solo. O edifício Libeskind, composto por cerca de 15 000 metros quadrados, é um ziguezague torcido e é acessível apenas através de uma passagem subterrânea do edifício antigo. 
Para Libeskind, "o novo design, que foi feito um ano antes da queda do Muro de Berlim, se baseia em três concepções: a primeira é a impossibilidade de entender a história de Berlim sem entender a enorme contribuição intelectual, econômica e cultural feita pelos cidadãos judeus de Berlim; a segunda, a necessidade de integrar, física e espiritualmente, o significado do Holocausto na consciência e memória da cidade de Berlim; a terceira, é que, somente estando ciente do apagamento da vida judaica em Berlim, a história da cidade e de toda a Europa pode ter um futuro humano." Uma linha de "Vazios", espaços ocos de cerca de 20 metros de altura, fatiam linearmente todo o edifício. Os vazios representam "aquilo que nunca pode ser exibido quando se trata da história judaica de Berlim: a humanidade reduzida às cinzas."
No porão, os visitantes primeiro encontram três corredores que se cruzam, inclinados, chamados "Eixos". Os três eixos simbolizam três caminhos da vida judaica na Alemanha — continuidade na história alemã, emigração da Alemanha e o Holocausto.
O primeiro eixo termina em uma longa escada. O segundo eixo conecta o museu próprio ao E.T.A. Hoffmann Garden, ou Jardim do Exílio, cuja base é inclinada, onde se encontra uma oliveira. O terceiro eixo leva do Museu para a Torre do Holocausto, um silo vazio de 24 metros de altura. A torre de concreto nu não é aquecida nem arrefecida, e sua única luz vem de uma pequena fenda no seu telhado. O Museu Judaico de Berlim foi o primeiro grande sucesso internacional de Libeskind.
No início do século XXI, Libeskind criou duas extensões estruturais: uma cobertura feita de vidro e aço para o pátio da "Kollegienhaus" (2007), e o edifício Eric F. Ross, que abriga a Academia do Museu Judaico, no antigo mercado de flores no lado oposto da rua (2012).
Em 2016, um júri nomeado pelo Museu Judaico de Berlim premiou com 3,44 milhões de euros, num concurso de arquitetura, o projeto de um novo museu infantil para crianças de 5 a 12 anos, de Olson Kundig Architects; O segundo prêmio foi concedido à firma de Berlim Staab Architects e terceiro prêmio a Michael Wallraff de Viena. O museu de crianças planejado será alojado no prédio Eric F. Ross e está programado para abrir em 2019.

## Exposição Permanente
"Dois milênios da história judaica alemã" apresenta a Alemanha através dos olhos da minoria judaica. A exposição começa com exibições sobre assentamentos medievais ao longo do rio Reno, em especial em Speyer, Worms e Mayence. O período barroco é visto através da lente de Glikl bas Judah (1646-1724, também conhecida como Glückel von Hameln), que deixou um diário detalhando sua vida como uma empresária judia em Hamburgo. Os legados intelectuais e pessoais do filósofo Moses Mendelssohn (1729-1786) também estão presentes. A Era da Emancipação no século XIX é representada como um tempo de otimismo, conquista e prosperidade, embora também se demonstrem decepções. Os soldados ingleses judeus que lutaram por seu país na Primeira Guerra Mundial estão na seção do início do século XX. O foco da exposição é Berlim e seu desenvolvimento enquanto uma metrópole europeia. Os judeus vivendo na cidade como comerciantes e empreendedores, cientistas e artistas, são retratados como pioneiros nos avanços da Era Moderna.

Na seção sobre nacional-socialismo, a ênfase é colocada sobre as maneiras pelas quais os judeus reagiram à crescente discriminação contra eles, como com a fundação de escolas judaicas e serviços sociais. Após a Shoah, 250 000 sobreviventes esperaram em campos de "pessoas deslocadas" para a possibilidade de emigrar. Ao mesmo tempo, pequenas comunidades judaicas do oeste e do leste estavam se formando. No final, dois julgamentos nazistas principais do período pós-guerra foram considerados — o julgamento de Frankfurt Auschwitz (1963-1965) e o julgamento de Majdanek em Düsseldorf (1975-1981). A exposição se encerra com uma instalação de áudio em que se podem ouvir relatos de judeus alemães relembrando a infância e juventude depois de 1945. 